# Temporada de furacões no oceano Atlântico de 1954
A temporada de furacões no Atlântico de 1954 foi uma temporada acima da média de furacões no Atlântico, em termos de tempestades nomeadas, com 16 formando, mas bem abaixo da média da temporada, em termos de totais de Energia Ciclônica Acumulada (ECA), com apenas 54. No geral, a temporada resultou em $751.6 milhões em danos, mais do que qualquer época no tempo. A temporada começou oficialmente em 15 de julho, e nove dias depois, a primeira tempestade nomeada desenvolveu-se. O furacão Alice desenvolveu-se no Golfo do México e mudou-se para o interior ao longo do Rio Grande, produzindo precipitação significativa e registo de inundações que mataram 55 pessoas. A atividade foi lenta até ao final de agosto; apenas Barbara, uma tempestade tropical meno, desenvolveu-se no mês de julho. No espaço de duas semanas, furacões Carol e Edna seguiram caminhos semelhantes, antes de golpear a Nova Inglaterra como grandes furacões. O último tornou-se o mais caro da história de furacões no Maine.
No final de setembro, a tempestade tropical Gilda matou 29 pessoas depois de encharcar o norte das Honduras. Uma depressão tropical no início de outubro foi capturada por uma fotografia de alta altitude em um foguete, produzindo assim a primeira imagem em grande escala de um ciclone tropical. Em outubro o furacão mais forte e mortal da temporada foi o furacão Hazel, que matou milhares de pessoas no Haiti antes de atingir a fronteira entre Carolina do Norte e Carolina do Sul. Causou grandes danos nos Estados Unidos antes de se tornar extratropical e afetar Ontário. Chuvas intensas afetaram Toronto com graves inundações, deixando danos significativos. A temporada terminou oficialmente em 15 de novembro, embora outro furacão chamado Alice se tenha desenvolvido em 30 de dezembro a nordeste das Pequenas Antilhas; durou até 6 de janeiro do ano seguinte. No total, foram 16 tempestades tropicais, 7 furacões e 3 grandes furacões.

## Resumo da temporada

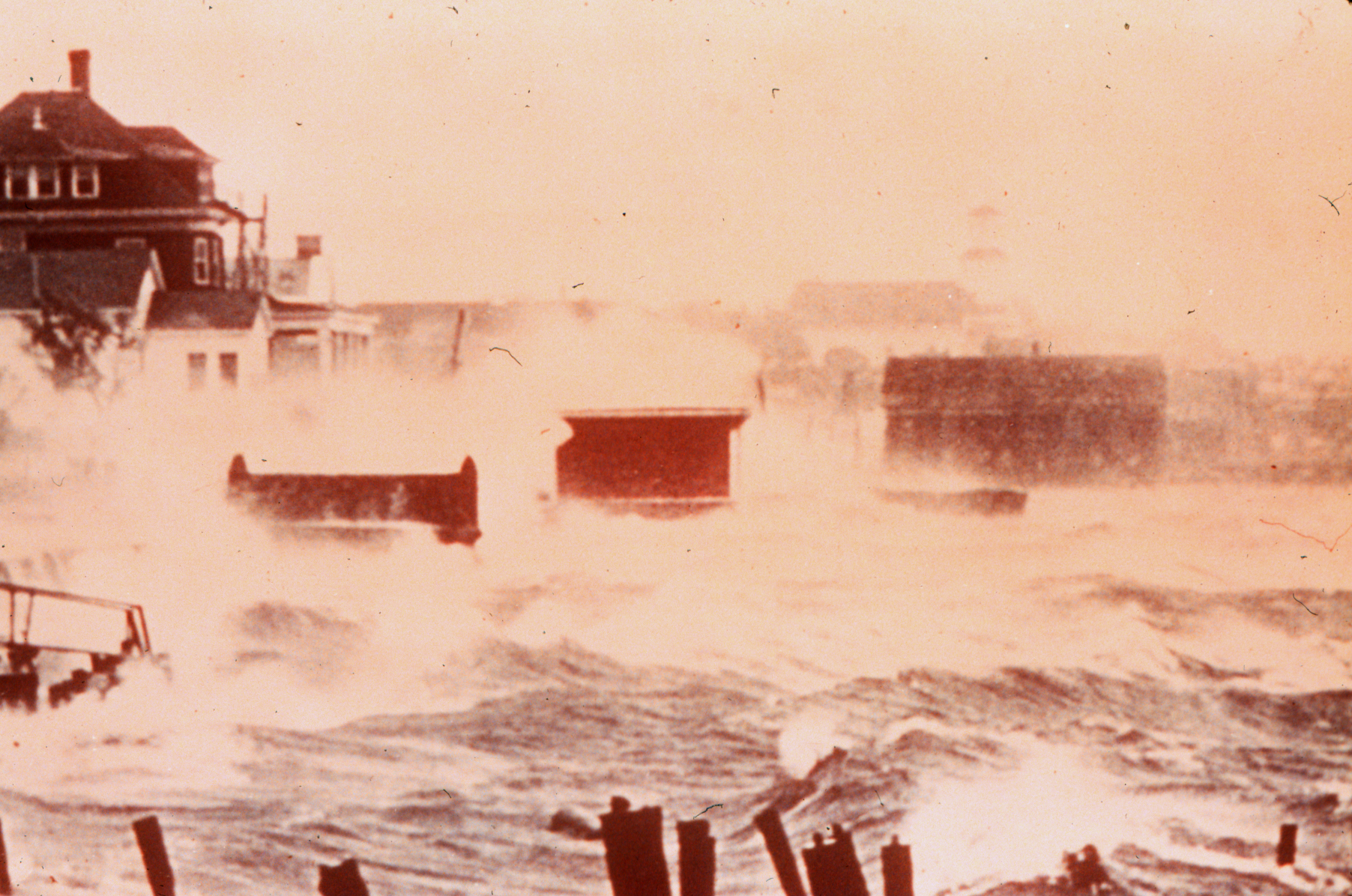
Danos da maré de tempestade do Furacão Carol

A temporada de furacões começou oficialmente em 15 de julho, quando o Serviço Nacional de Meteorologia dos Estados Unidos em Miami, Flórida, iniciou as suas operações 24 horas por dia. A agência, sob a direção de Grady Norton teve acesso a 43 outras estações meteorológicas na bacia do Atlântico.  Norton morreu durante a temporada de um acidente vascular cerebral enquanto rastreava o furacão Hazel. Além disso, um grupo de aviões Hurricane Hunters foi colocado em espera durante a temporada, podendo voar em meio a tempestades e coletar dados. Durante a temporada, ocorreram oito tempestades com nome, bem como um furacão sem nome e uma depressão tropical. A temporada terminou oficialmente em 15 de novembro, embora uma tempestade tropical sem nome tenha se formado um dia depois.  Além disso, a tempestade tropical Alice se desenvolveu em 31 de dezembro, o último ciclone tropical se desenvolveu no ano civil.
Cumulativamente, os ciclones tropicais deixaram 193 mortes e $ 756 milhões em danos, tornando-se a temporada de furacões mais cara da época. A temporada foi uma das seis em que três grandes furacões atingiram o país, junto com 2005 (que teve quatro), 1893, 1909, 1933 e 2004.  Dois dos maiores furacões - Carol e Edna - atingiram a Nova Inglaterra; isso ocorreu apesar de uma média de apenas 5-10 Furacões da Nova Inglaterra por século. Carol atingiu Connecticut como um furacão e deixou grandes danos generalizados. Apenas dez dias depois, Edna se tornou o furacão mais caro da história do Maine. O terceiro grande furacão, Hazel, foi o furacão mais forte da temporada, atingindo ventos de 240 km/h (150 mph).  Excepcionalmente, nenhum ciclone tropical afetou a Flórida.
A atividade da estação foi refletida com uma classificação de Energia ciclônica acumulada (ECA) de 113, que é categorizada como estando "acima do normal". ACE é, em termos gerais, uma medida da força do furacão multiplicada pela duração de sua existência, portanto, tempestades que duram muito tempo, assim como furacões particularmente fortes, têm ECAs altos. ECA é calculado apenas para alertas completos em sistemas tropicais em ou superior a 34 nós (39 mph, 63 km/h) ou intensidade de tempestade tropical.

## Sistemas

### Tempestade tropical Um
Um amplo vale se desenvolveu ao longo do Golfo do México oriental em 26 de maio Um distúrbio frontal formou-se sobre a Flórida ao longo do vale, gerando uma área de ampla curva ciclônica. Após emergir no Oceano Atlântico ocidental, uma circulação fechada se desenvolveu dentro do sistema, e estima-se que uma depressão tropical se formou em 28 de maio a cerca de 100 mi (160 km) a leste de Jacksonville, Flórida. As observações de navios na região sugeriram que a depressão se intensificou em uma tempestade tropical no final de 28 de maio. O sistema era pequeno e não foi descoberto que era um ciclone tropical até uma reanálise de dados em 2015. A tempestade moveu-se para o nordeste à frente de um vale que se aproximava, contornando as Carolinas a leste; a chuva atingiu a costa da Carolina do Norte. Em 29 de maio, as observações do navio sugeriram ventos de pico de 80 km/h (50 mph). No dia seguinte, a tempestade tornou-se associada a uma frente quente, indicando que se tornou extratropical ao sudeste da Nova Inglaterra. Continuando para o nordeste, a antiga tempestade cruzou a costa sudeste de Newfoundland antes de ser absorvida por outra baixa não tropical a noroeste em 31 de maio.

### Tempestade tropical Dois
Uma depressão se formou no sul da Flórida em 17 de julho Cedo no dia seguinte, formou-se uma circulação, sinalizando que uma depressão tropical também se desenvolveu sobre os Everglades. O sistema moveu-se lentamente na direção norte-nordeste, emergindo no oeste do Oceano Atlântico às 06:00 UTC em 20 de julho Pouco depois, a depressão se intensificou em uma tempestade tropical, embora a estrutura fosse ampla e assimétrica devido à associação com uma baixa de nível superior próxima, sinalizando que o sistema era possivelmente um ciclone subtropical. Relatórios de navios na região indicam que a tempestade continuou a se intensificar. Em Junho 22, a estrutura tornou-se muito mais simétrica ao passar perto de Outer Banks, trazendo ventos de 53 km/h (33 mph) para Wilmington, Carolina do Norte. Naquele dia, os Hurricane Hunters estimaram ventos de 130 km/h (80 mph), e é possível que a tempestade tenha atingido brevemente o status de furacão. Os ventos de pico foram estimados em 110 km/h (70 mph), devido a uma leitura de pressão de 994 mbar (29.4 inHg). A tempestade acelerou para nordeste devido à aproximação de uma frente fria. Em Junho 24, a tempestade tornou-se extratropical e, pouco depois, atingiu a costa sudoeste da Nova Escócia. O sistema se dissipou no dia seguinte no norte do Golfo de Saint Lawrence.

### Furacão Alice (Junho)
Em 24 de junho, a tempestade tropical Alice desenvolveu-se rapidamente no oeste do Golfo do México, dando aos cidadãos do sul do Texas e do nordeste do México pouco tempo para se prepararem. Em 25 de junho, Alice intensificou-se para o status de furacão, atingindo ventos de pico de 180 km/h (110 mph) naquele dia, antes de atingir o nordeste do México, logo ao sul da barreira México-Estados Unidos. A tempestade avançou para o interior ao longo do Vale do Rio Grande, dissipando-se em 27 de junho.
No México, Alice deixou pequenos danos e matou uma pessoa devido à queda de um cabo elétrico. Em todo o Texas, Alice trouxe chuvas torrenciais, com pico de 611 mm (24.07 in) perto de Pandale, com a maior parte da chuva concentrada em torno do rio Pecos. Acumulações de alta precipitação ocorreram em áreas que haviam visto poucas chuvas em três anos. Isso levou a inundações significativas ao longo do rio Pecos, que produziu "provavelmente a maior taxa de escoamento para uma bacia hidrográfica [desse] tamanho nos Estados Unidos", conforme relatado pela Comissão Internacional de Fronteira e Água. Ozona, Texas, sofreu o maior impacto, estimado em US $ 2 milhões em danos. A jusante, o Rio Grande atingiu o nível mais alto desde 1865, que inundou sete cidades de cada lado da fronteira; Eagle Pass, Texas foi inundado com 2.4 m (8 ft) de água. No geral, foram pelo menos 55 mortes.

### Tempestade tropical Quatro
Uma frente fria de dissipação estagnou no sudeste dos Estados Unidos, de Arkansas à Carolina do Norte em 9 de julho. No dia seguinte, uma área de baixa pressão se desenvolveu ao longo da costa da Geórgia. Logo depois, a frente se dissipou, e por volta das 12:00 UTC em 10 de julho, o sistema evoluiu para uma tempestade tropical. As observações de um farol costeiro e de um navio próximo indicaram que a tempestade atingiu ventos de pico de 80 km/h (50 mph) enquanto se move lentamente para leste-nordeste, próximo à costa das Carolinas. A tempestade começou a enfraquecer em 13 de julho, e se dissipou no dia seguinte, quando foi absorvido por uma grande tempestade extratropical que estava se desenvolvendo ao norte.

### Tempestade tropical Barbara
Em 27 de julho, uma depressão tropical desenvolveu-se no norte do Golfo do México, a cerca de 100 mi (160 km) ao sul de Grand Isle, Louisiana.  Um mapa das áreas de baixa pressão formadas em 19 de julho de 1954 indicava que o sistema se originou perto do Delta do Mississippi e seguiu para o sul. Após se formar, a depressão seguiu para noroeste, intensificando-se na tempestade tropical Bárbara no início de 28 de julho. Os ventos máximos sustentados alcançaram 72 km/h (45 mph),  embora um petroleiro no mar chamado Henry M. Dawes relatou rajadas de vento de 97 km/h (60 mph). Funcionários do Serviço Nacional de Meteorologia dos Estados Unidos publicaram um alerta de tempestade de Cameron para Burrwood, Louisiana, e também aconselharam as embarcações pequenas a permanecerem no porto ao longo de toda a costa norte do Golfo. Sem se intensificar ainda mais, em 29 de julho Bárbara atingiu a costa perto de Vermilion Bay, Louisiana, dissipando no dia seguinte sobre o Texas.  A tempestade causou fortes chuvas ao longo de seu caminho,  incluindo mais de 51 mm (2 in) em Nova Orleans. As chuvas causaram inundações e também alguns danos à safra de arroz. No entanto, o resumo anual da Revisão Mensal do Tempo descreveu a precipitação como "muito mais benéfica do que prejudicial". Não houve danos causados pelo vento.

### Furacão Carol
Carol se desenvolveu a partir de uma onda tropical perto das Bahamas em 25 de agosto. Ele se intensificou rapidamente à medida que seguia geralmente para o norte, tornando-se um furacão em 27 de agosto. Movendo-se paralelamente ao litoral do sudeste dos Estados Unidos, Carol passou logo a leste do Cabo Hatteras com ventos estimados em 180 km/h (110 mph). Ele se intensificou ainda mais à medida que acelerou, atingindo o leste de Long Island como um furacão de categoria 3. Carol fez seu desembarque final em Old Saybrook, Connecticut, no final de 31 de agosto. Em poucas horas, o furacão se tornou extratropical sobre Nova Hampshire, que mais tarde se dissipou sobre Quebec.
Na Carolina do Norte, ventos com força de furacão causaram pequenos danos às casas, estimados em cerca de US $ 228.000. As chuvas de Carol aliviaram as condições de seca na área de Washington, DC. Em Long Island, a tempestade inundou a Rodovia Montauk com 1.2 m (4 ft) de água com cerca de uma milha de diâmetro. Ventos fortes deixaram 275.000 casas sem energia e os danos totalizaram US $ 3 milhões na ilha.
O furacão atingiu a costa em Connecticut logo após a maré alta, produzindo uma onda de tempestade de 10-15 ft (3-4,5 m) de New London para o leste. O aumento na Baía de Narragansett atingiu 4.4 m (14.4 ft), que ultrapassou a do furacão de 1938 na Nova Inglaterra, que inundou o centro de Providence com 12 pés (3,7 m) de água. Em New London, a precipitação atingiu um pico por volta de 150 mm (6 in). O furacão produziu ventos de mais de 185 km/h (115 mph) em Connecticut e Rhode Island, incluindo uma rajada recorde de 217 km/h (135 mph) em Block Island. Grandes áreas ficaram sem energia do leste de Connecticut ao sul de Massachusetts.  Mais ao norte, no Maine, o furacão Carol derrubou centenas de árvores, além de destruir extensos pomares de maçã e campos de milho. Tornou-se o desastre natural mais caro da história do estado, apenas para ser superado pelo furacão Edna dez dias depois. Em toda a Nova Inglaterra, o furacão destruiu cerca de 4.000 casas, 3.500 carros e 3.000 barcos. Os danos totalizaram $ 460 milhões, e havia 60 mortes. No vizinho Canadá, chuvas fortes causaram inundações enquanto ventos fortes derrubaram árvores e linhas de energia.

### Furacão Dolly
Uma onda tropical gerou uma depressão tropical em 31 de agosto a noroeste de Porto Rico. Ele se moveu rapidamente para o norte-noroeste, intensificando-se na tempestade tropical Dolly mais tarde naquele dia e em um furacão no início de 1 de setembro. No início da duração da tempestade, o US Weather Bureau observou o potencial de Dolly afetar as mesmas áreas da Nova Inglaterra que o furacão Carol atingiu poucos dias antes. No entanto, o furacão se voltou para o norte, afastando-se da terra. Em 2 de setembro os Hurricane Hunters estimaram ventos máximos sustentados de 137 km/h (85 mph) em depois que a tempestade passou a meio caminho entre Outer Banks e Bermuda. Dolly virou para o nordeste em 2 de setembro e tornou-se extratropical mais tarde naquele dia ao sul da Nova Escócia. Foi rastreado até 4 de setembro, até à última localização a norte dos Açores. Não houve danos relatados.

### Furacão Edna
À medida que Dolly se tornou extratropical, a depressão tropical que mais tarde se tornou o furacão Edna desenvolveu-se a leste das Pequenas Antilhas em 2 de setembro. Ele moveu-se para noroeste, deixando cair fortes chuvas em Porto Rico ao passar ao norte da ilha. Em 7 de setembro Edna se tornou um furacão, e no dia seguinte atingiu o pico de ventos de 190 km/h (120 mph). Virou para o norte e nordeste, contornando Outer Banks e contornando Cape Cod. Em 11 de setembro, Edna atingiu Massachusetts como um forte furacão de categoria 2. O furacão mais tarde atingiu a costa perto da fronteira entre Maine e New Brunswick na época em que se tornou extratropical. Os remanescentes persistiram por mais alguns dias antes de se dissiparem ao sul da Terra Nova.
No início da sua duração, Edna produziu mar agitado e ventos fortes nas Bahamas, mas não houve danos lá. Ventos com força de furacão ocorreram em Outer Banks, embora os danos tenham sido menores. Ao passar pela Nova Inglaterra, Edna produziu uma maré de tempestade de 1.8 m (6 ft) durante a maré alta, que causou inundações severas em Martha's Vineyard, Nantucket e Cape Cod. Rajadas de vento atingiram o pico em 190 km/h (120 mph) em Martha's Vineyard, e os fortes ventos em toda a região causaram cortes de energia generalizados. O furacão trouxe chuvas pesadas adicionais para áreas afetadas por Carol, resultando em inundações em Massachusetts e Rhode Island. Em Long Island e na Nova Inglaterra, o furacão trouxe US $ 42 milhões em danos e 20 mortes, apenas 11 dias depois que Carol afetou a mesma área. Cerca de um terço dos danos ocorreram no Maine, tornando-se o furacão mais caro já registado no estado. Ventos com força de furacão se espalharam pelo Canadá, causando US $ 6 milhões em danos (1954 CAD ), principalmente devido a danos às colheitas. Houve uma morte na Nova Escócia.

### Tempestade tropical Nove
Um vale de superfície persistiu em todo o Oceano Atlântico central em 2 de setembro. Nos dias seguintes, o sistema moveu-se lentamente para o nordeste, independente de qualquer sistema frontal. Em 6 de setembro, navios próximos indicaram que a circulação fechada havia se desenvolvido, marcando a gênese do sistema como uma depressão tropical. Acelerando para o nordeste, a tempestade atingiu o pico de ventos de 72 km/h (45 mph) em 7 de setembro. No dia seguinte, o sistema tornou-se extratropical e logo depois foi absorvido por uma tempestade extratropical maior ao norte.

### Tempestade tropical Florence
Uma tempestade tropical formou-se na Baía de Campeche em 11 de setembro. Recebendo o nome de Florence, a tempestade moveu-se geralmente na direção oeste-sudoeste com um pequeno raio de ventos máximos. Os caçadores de furacões relataram ventos de 105 km/h (65 mph), embora os ventos fossem inicialmente (antes da reanálise confirmar que era uma tempestade tropical) estimados como tendo atingido a força mínima de furacão, ou 121 km/h (75 mph). Antes de a tempestade chegar à costa, as autoridades em Veracruz evacuaram os residentes de áreas baixas e, no geral, cerca de 90.000 as pessoas deixaram suas casas. Em 12 de setembro, Florence mudou-se para a costa entre Tuxpan e Nautla, Veracruz e rapidamente se dissipou. O furacão inundou cidades costeiras com até 0.91 m (3 ft) de água, cortando as comunicações em todo o estado. Os danos foram maiores em torno de Poza Rica, principalmente pela destruição das plantações de banana. Danos monetários foram estimados em cerca de US $ 1,5 milhões, e houve cinco mortes relatadas.

### Tempestade tropical Onze
Uma área de baixa pressão esteve presente ao norte da Península de Yucatán em 14 de setembro. As observações de navios nas proximidades indicaram que uma depressão tropical se desenvolveu no dia seguinte no Golfo do México central, embora a grande estrutura do sistema significasse que poderia ter sido um ciclone subtropical. O sistema moveu-se lentamente para oeste, trazendo ventos de 48 km/h (30 mph) até a costa da Louisiana. Estima-se que a tempestade atingiu o pico de ventos de 72 km/h (45 mph) em 16 de setembro, com base em relatórios de navios e os Hurricane Hunters. No dia seguinte, o sistema começou a enfraquecer devido à água, dissipando-se em 18 de setembro sem mover para terra.

### Tempestade tropical Gilda
Em 24 de setembro, a tempestade tropical Gilda se desenvolveu no Mar do Caribe central, a meio caminho entre a Jamaica e a Colômbia. Uma pequena tempestade, moveu-se para oeste ao longo de sua duração. Em 26 de setembro, Gilda atingiu ventos de pico de 110 km/h (70 mph) enquanto se aproxima do nordeste de Honduras. A tempestade acompanhou a costa a uma curta distância da costa, mantendo a sua intensidade antes de atingir e enfraquecer mais tarde sobre Belize em 27 de setembro. Ela ressurgiu no Golfo do México antes de fazer outro landfall perto de Tampico como uma depressão tropical em 29 de setembro, se dissipando no dia seguinte.
Enquanto se movia ao largo da costa de Honduras, Gilda deixou cair chuvas intensas, que inundou cerca de 680 mi2 (1760 km2 ) de terras ao longo dos rios Chamelecón e Ulúa. As águas causaram a destruição generalizada de plantações de banana e casas, deixando cerca de 3.000 pessoas desabrigadas. A United Fruit Company reagiu a essa destruição despedindo 10.000 de seus cerca de 100.000 trabalhadores em Honduras. O então presidente de Honduras, Juan Manuel Gálvez, apelou por ajuda dos Estados Unidos. Em resposta, os aviões da Força Aérea dos Estados Unidos transportaram alimentos, remédios, jangadas e tabletes de purificação de água para as regiões mais afetadas. Um total de 29 pessoas foram mortas em Honduras. Quando Gilda fez seu desembarque em Belize, deixou poucos danos à propriedade e nenhuma morte.

### Furacão Treze
Uma depressão tropical se formou no Atlântico Central em 25 de setembro. Deslocou-se para leste-nordeste, tornando-se eventualmente uma tempestade tropical em 29 de setembro. A tempestade curvou-se para oeste e oeste-sudoeste, tornando-se um furacão em 2 de outubro. Virou para o nordeste em 3 de outubro, e atingiu um pico de 160 km/h (100 mph) ventos a meio caminho entre as Bermudas e os Açores. Nesse ponto, começou a acelerar, e no final de 6 de outubro o furacão tornou-se extratropical sobre o Atlântico Nordeste. No dia seguinte, a última observação foi feita ao sul da Islândia. O furacão não foi nomeado devido à sua presença no Atlântico oriental e não ser uma ameaça à terra.

### Depressão tropical Sem número
Em 2 de outubro, uma depressão tropical moveu-se para o oeste da costa de Cuba para o Golfo do México. Ele se moveu para o oeste sem intensificar além dos ventos de 56 km/h (35 mph), movendo-se em terra cerca de 40 mi (65 km) ao norte de Brownsville, Texas. A depressão enfraqueceu enquanto se movia pelo sul do Texas e caía chuvas fortes. Brownsville registou mais de 3 polegadas (75 mm) em um período de 45 minutos, bem como cerca de 150 mm (6 in) em seis horas. As taxas de chuva de cerca de uma polegada por hora foram as mais fortes desde junho de 1950. A depressão também se deslocou em terra com ondas e marés altas.
Quando o sistema atingiu a região de Big Bend em 5 de outubro reintensificou-se ligeiramente. Naquela época, a Marinha dos Estados Unidos conduziu um teste de foguete em White Sands, Novo México ; apesar disso, esses testes raramente eram realizados quando o céu estava nublado. O foguete tirou uma fotografia não intencional da depressão de uma altitude de cerca de 100 milhas (160 km), que se tornou a primeira imagem em grande escala de um ciclone tropical. A depressão mais tarde mudou-se para o Novo México e diminuiu chuvas adicionais, interagindo com uma frente fria que se aproximava. Inundações foram relatadas ao redor de Roswell,  bem como ao longo do sistema do rio Pecos. A precipitação no estado atingiu o pico de 250 mm (9.8 in) em Canton, Novo México. O sistema se dissipou em 7 de outubro.

### Furacão Hazel
O furacão Hazel foi o furacão mais mortal e o segundo mais caro da temporada. A tempestade matou cerca de 1.000 pessoas no Haiti antes de atingir os Estados Unidos perto da fronteira entre a Carolina do Norte e a Carolina do Sul, como um furacão de categoria 4. Depois de causar 95 fatalidades nos EUA, Hazel atingiu o Canadá como uma tempestade extratropical, aumentando o número de mortos em 81 pessoas, principalmente em Toronto.
Hazel formou-se em 5 de outubro logo a leste das Ilhas de Barlavento e se intensificou em um furacão de categoria 1 ao cruzar o sudeste do Mar do Caribe. Depois de fazer uma curva fechada para o norte, ele se intensificou rapidamente ao se aproximar do Haiti, atingindo a intensidade da Categoria 3 antes do landfall. No Haiti, Hazel destruiu 40% dos cafeeiros e 50% da safra de cacau, afetando a economia por vários anos. Ele flutuou em intensidade antes de atingir o continente como um furacão de categoria 4 nas Carolinas, que destruiu a maioria das habitações à beira-mar perto de seu ponto de impacto. Afetou vários outros estados, incluindo Delaware, Maryland, Nova Jérsia, Nova Iorque, Pensilvânia, Virgínia e Virgínia Ocidental, trazendo rajadas de quase 160 km/h (100 mph) e causando $ 308 milhões em danos.
Quando Hazel chegou a Ontário, os rios e riachos que passavam pela área da Grande Toronto transbordaram, causando graves inundações. Como resultado, muitas áreas residenciais localizadas em várzeas, como a área de Raymore Drive, foram posteriormente convertidas em parques. Só no Canadá, mais de C $ 135 milhões (2009: $ 1,1 mil milhões) de danos. Hazel foi particularmente destrutivo em Toronto, como resultado de uma combinação de falta de experiência em lidar com tempestades tropicais e a inesperada retenção de energia da tempestade. Hazel tinha viajado 1,090 km (680 mi) sobre a terra, mas ao se aproximar do Canadá, fundiu-se com uma poderosa frente fria existente. A tempestade parou na área da Grande Toronto e, embora agora fosse extratropical, permaneceu tão poderosa quanto um furacão de categoria 1. Para ajudar na limpeza, 800 militares foram convocados, e um Fundo de Alívio de Furacões foi estabelecido, que distribuiu $ 5,1 milhões (2009: $ 41,7 milhões) na ajuda.

### Tempestade tropical Quinze
Em 16 de novembro, uma depressão tropical desenvolveu-se a cerca de meio caminho entre as pequenas Antilhas e dos Açores. Mudou-se para o oeste, intensificando-se para uma tempestade tropical e atingindo o pico de ventos de 40 km/h (65 km/h) (no entanto, devido à limitação de dados, é possível que a tempestade manteve-se uma depressão tropical). A tempestade sustentou a intensidade em 21 de novembro, quando ele começou a se enfraquecer, dissipando-se mais tarde naquele dia.

### Furacão Alice (Dezembro)
A tempestade final da temporada, Alice, surgiu em 30 de dezembro de um vale de baixa pressão no centro do Oceano Atlântico em uma área de condições excepcionalmente favoráveis. A tempestade moveu-se para sudoeste e gradualmente aumentou para atingir o status de furacão. Ele persistiu no ano seguinte, passando pelas Ilhas Leeward em 2 de janeiro Alice atingiu o pico de ventos de 140 km/h (90 mph) antes de encontrar o ar frio e virar para sudeste. Ele se dissipou em 6 de janeiro sobre o sudeste do Mar do Caribe.
Alice produziu chuvas fortes e ventos moderadamente fortes em várias ilhas ao longo de seu caminho. Saba e Anguila foram as mais afetadas, com danos totais de $ 623.500 (1955 USD). Operacionalmente, a falta de dados definitivos impediu que o Departamento de Meteorologia dos Estados Unidos declarasse o sistema como furacão até 2 de janeiro. Ele recebeu o nome de Alice no início de 1955, embora a reanálise dos dados tenha apoiado a extensão de sua trajetória até ao ano anterior, resultando em dois ciclones tropicais com o mesmo nome em uma temporada. Foi uma das duas únicas tempestades que se estenderam por dois anos civis, junto com a Tempestade tropical Zeta (2005) em 2005-06.

## Nomes de tempestades
Os nomes a seguir foram usados para tempestades nomeadas (tempestades tropicais e furacões) que se formaram no Atlântico Norte em 1954. A lista era a mesma de 1953, com exceção de Gilda, que substituiu Gail devido à confusão do nome com o termo vendaval. Os nomes que não foram atribuídos são marcados em cinzento.
- Alice (1)
- Barbara
- Carol
- Dolly
- Edna
- Florence
- Gilda
- Hazel
- Alice (2)
- Irene (sem usar)
- Jill (sem usar)
- Katherine (sem usar)
- Lucy (sem usar)
- Mabel (sem usar)
- Norma (sem usar)
- Orpha (sem usar)
- Patsy (sem usar)
- Queen (sem usar)
- Rachel (sem usar)
- Susie (sem usar)
- Tina (sem usar)
- Una (sem usar)
- Vicky (sem usar)
- Wallis (sem usar)

### Nome retirado
O nome Carol foi reutilizado na temporada de 1965, mas foi aposentado retroativamente quando o sistema de nomenclatura moderno foi introduzido. Edna foi reaproveitado em 1968 e se aposentou. Hazel não foi reutilizada e foi aposentada.